# مايك غيل
مايك غيل (بالإنجليزية: Mike Gale)‏ مواليد 18 يوليو 1950 في فيلادلفيا، هو لاعب كرة سلة أمريكي سابق. بدأ مسيرته الاحترافية في سنة 1971. تم اختياره من قبل فريق شيكاغو بولز خلال الدرافت. بلغ طوله 6 قدم 4 بوصة (1.9 م). اعتزل اللعب في 1982.

## المسيرة الاحترافية
لعب مع بروكلين نتس من سنة 1974 إلى 1974، ثم لعب مع سان أنطونيو سبرز في سنة 1975، ثم لعب مع بورتلاند ترايل بلايزرز في موسم 1980–1981، ثم لعب مع غولدن ستايت ووريورز في موسم 1981–1982.

## روابط خارجية
- مايك غيل على موقع إن بي أي (الإنجليزية)
- مايك غيل على موقع سبورتس رفرنس (الإنجليزية)
- مايك غيل على موقع ريلجم (الإنجليزية)
- مايك غيل على موقع بروبوليرز (الإنجليزية)